# Les Prés-d'Orvin
Les Prés-d'Orvin sont une localité du canton de Berne. Les Prés-d'Orvin font partie de la commune d'Orvin.

## Histoire
De 1797 à 1815, Les Prés-d'Orvin et la commune d'Orvin, qui faisaient auparavant partie de l'ancienne principauté épiscopale de Bâle, ont été rattachés à la France, d'abord au sein du département du Mont-Terrible, puis, à partir de 1800, du département du Haut-Rhin, auquel le département du Mont-Terrible fut intégré. Par décision du congrès de Vienne, le territoire de l’ancien évêché de Bâle fut attribué au canton de Berne en 1815.

## Géographie
Le lieu est situé au pied du Mont Sujet (en allemand Spitzberg) dans le Jura bernois, et jouxte le parc naturel régional du Chasseral. Seules les métairies disposent d'un accès direct à l'eau. Les quelque 380 autres bâtiments (chalets de vacances et maisons de sociétés disposés de manière éparse) captent l'eau depuis les toits, les eaux usées étant ensuite collectées dans des fosses septiques qui doivent être vidées aux frais des propriétaires. Pour des raisons de protection de la nappe phréatique, toute nouvelle construction est prohibée depuis les années 1970 aux Prés-d'Orvin. Une soixantaine de familles vivent à l'année dans cette région, le reste des bâtiments étant constitué de maisons de vacances.

## Gastronomie / Hôtellerie
Le Restaurant Le Grillon détient 15 points dans le guide gastronomique Gault-Millau.
L'ancien Hôtel Bellevue est un large bâtiment datant de la fin du 19e siècle, laissé à l'abandon durant quelques décennies. Un projet de réhabilitation (hôtel de luxe) était à l'étude, mais le canton de Berne en a bloqué la réalisation, l'édifice ne pouvant être raccordé aux eaux usées. Racheté en mai 2020, le bâtiment est depuis lors à nouveau habité. [réf. nécessaire]
De nombreuses métairies offrent des possibilités de restauration avec des produits du terroir.

## Transports
- Bus numéro 70 pour Orvin et pour la ville de Bienne

## Activités
La station de sports d'hiver des Prés-d'Orvin propose 7 km de pistes éclairées se situant entre 1020 et 1337 mètres d'altitude, équipées de deux téléskis et de trois fils-neige. Les Prés-d'Orvin font partie du centre nordique Les Prés-d'Orvin - Chasseral qui dispose de 50 km de pistes de ski de fond, dont 2 km sont éclairées, et 20 km de chemins de randonnée à raquette. Le lieu est de plus en plus prisé par les amateurs de VTT. Un élevage de bisons est implanté dans la localité. Certaines métairies produisent du fromage de Gruyère AOP, de l'alcool de gentiane ainsi que du Natura-Beef.